# Vucsung (Ninghszia)
Vucsung (egyszerűsített kínai írással: 吴忠市, pinjin: Wúzhōng) prefektúra szintű város Kínában, Ninghszia-Huj Autonóm Terület tartományban. Lakosainak száma 1 382 713 fő (2020).

## Népesség
| 2007 | 1 284 000 |
| 2020 | 1 382 713 |